# Cassiopea andromeda
Cassiopea andromeda är en manetart som först beskrevs av Forskål 1775.  Cassiopea andromeda ingår i släktet Cassiopea och familjen Cassiopeidae. Inga underarter finns listade i Catalogue of Life.

## Bildgalleri

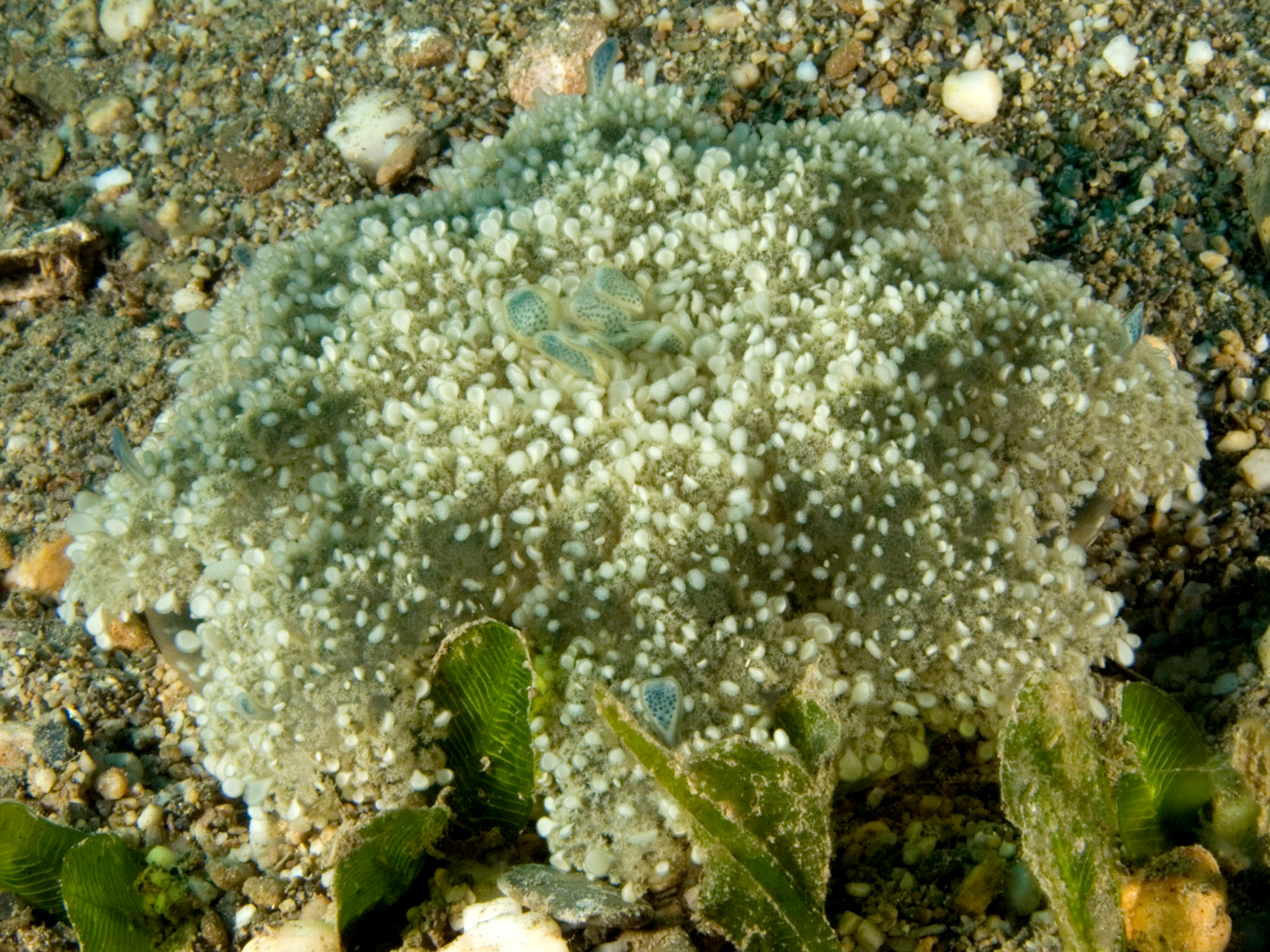
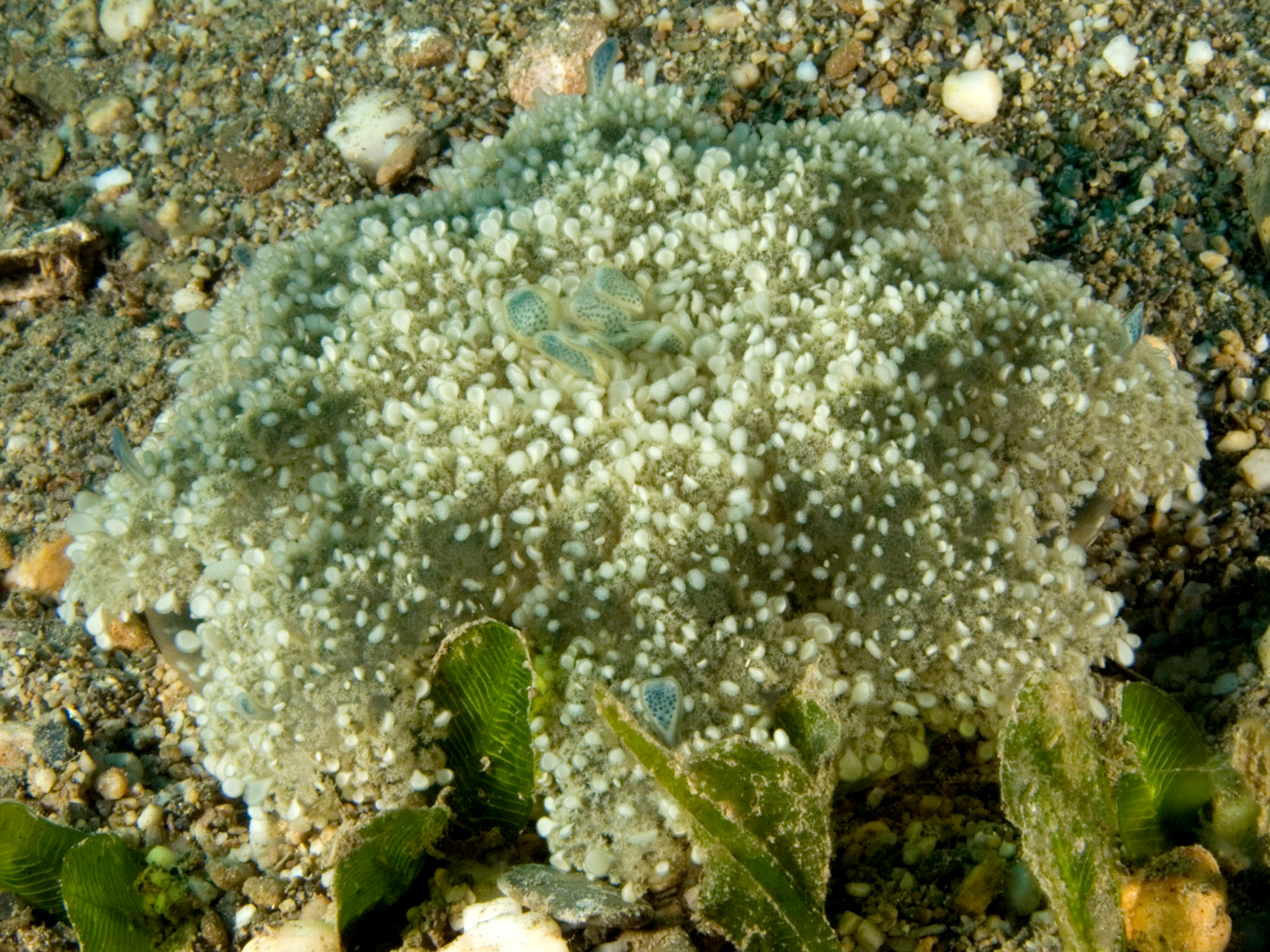